# Kengo Kitazume
Kengo Kitazume (født 30. april 1992) er en japansk fodboldspiller, som spiller for den japanske fodboldklub Yokohama FC.